# 鸊鷉科
鸊鷉，又作鷿鷈、鷿鶙、鷿鵜，是一類潛水性水鳥，在生物分類學上指鳥綱的䴙䴘目（學名：Podicipediformes）。根據世界鳥類學家聯合會的15.1版名錄，目前現生6属20种，另有3個物種（德氏小鸊鷉、巨鸊鷉、哥伦比亚䴙䴘）已絕滅。1980年代的查勒斯·西布萊和喬恩·艾爾奎斯特根据基因测序的结果划定了鳥類DNA分類系統，在这套系统中，鸊鷉目与鹳形目合并，鸊鷉科成为新鹳形目的一个科，但DNA分类系统对鸊鷉科本身并没有作出调整。而自2014年的鸟类全基因组测序分类系统起，該目只包括一个科，即鸊鷉科（學名：Podicipedidae）。